# Ануль, Леопольд
Леопольд «Поль» Рене Жан Виктор Ануль (нидерл. Léopold «Pol» René Jean Victor Anoul; 19 августа 1922, Сен-Николя, Валлония — 11 февраля 1990, Льеж, Валлония) — бельгийский футболист, нападающий, тренер. Легенда клуба «Льеж»

## Клубная карьера
Начал и провёл большую часть своей профессиональной карьеры в «Льеже», сыграв за него на протяжении 12 лет (1945-1957) в 296 матчах и забив 97 голов. Вторым и последним клубом стал другой клуб из этого же города, «Стандард». В нём Леопольд провёл 3 сезона (1957-1960), сыграв 38 матчей и забив 6 мячей.
В сезоне 1974/75 был главным тренером Шарлеруа, с которым набрал 33 очка и занял 14-е место в национальном чемпионате.

## Международная карьера
Дебют за национальную сборную Бельгии состоялся 4 мая 1947 года в товарищеском матче против сборной Нидерландов, в котором также отметился забитым голом. Всего Ануль провел 48 матчей и забил 20 мячей. Участник чемпионата мира 1954 года в Швейцарии (3 забитых гола).

### Голы за сборную
| #  | Дата             | Место                            | Соперник   | Счёт | результат | Турнир                  |
| -- | ---------------- | -------------------------------- | ---------- | ---- | --------- | ----------------------- |
| 1  | 4 мая 1947       | Босэйлстадион, Антверпен         | Нидерланды | 1-0  | 1-2       | Товарищеский матч       |
| 2  | 18 мая 1947      | Стадион короля Бодуэна, Брюссель | Шотландия  | 1-0  | 2-1       | Товарищеский матч       |
| 3  | 18 мая 1947      | Стадион короля Бодуэна, Брюссель | Шотландия  | 2-1  | 2-1       | Товарищеский матч       |
| 4  | 17 октября 1948  | Ив дю Мануар, Коломб             | Франция    | 3-2  | 3-3       | Товарищеский матч       |
| 5  | 12 ноября 1950   | Босэйлстадион, Антверпен         | Нидерланды | 3-0  | 7-2       | Товарищеский матч       |
| 6  | 12 ноября 1950   | Босэйлстадион, Антверпен         | Нидерланды | 6-2  | 7-2       | Товарищеский матч       |
| 7  | 25 ноября 1951   | Фейеноорд, Роттердам             | Нидерланды | 0-1  | 6-7       | Товарищеский матч       |
| 8  | 25 ноября 1951   | Фейеноорд, Роттердам             | Нидерланды | 0-2  | 6-7       | Товарищеский матч       |
| 9  | 25 ноября 1951   | Фейеноорд, Роттердам             | Нидерланды | 2-3  | 6-7       | Товарищеский матч       |
| 10 | 6 апреля 1952    | Босэйлстадион, Антверпен         | Нидерланды | 1-0  | 4-2       | Товарищеский матч       |
| 11 | 19 октября 1952  | Босэйлстадион, Антверпен         | Нидерланды | 1-0  | 2-1       | Товарищеский матч       |
| 12 | 14 мая 1953      | Стадион короля Бодуэна, Брюссель | Югославия  | 1-3  | 1-3       | Товарищеский матч       |
| 13 | 25 мая 1953      | Олимпийский стадион, Хельсинки   | Финляндия  | 0-2  | 2-4       | Квалификация на ЧМ 1954 |
| 14 | 28 мая 1953      | Росунда, Сольна                  | Швеция     | 2-1  | 2-3       | Квалификация на ЧМ 1954 |
| 15 | 30 мая 1954      | Стадион короля Бодуэна, Брюссель | Франция    | 2-0  | 3-3       | Товарищеский матч       |
| 16 | 30 мая 1954      | Стадион короля Бодуэна, Брюссель | Франция    | 3-1  | 3-3       | Товарищеский матч       |
| 17 | 17 июня 1954     | Санкт-Якоб Парк, Базель          | Англия     | 1-0  | 4-4       | ЧМ 1954                 |
| 18 | 17 июня 1954     | Санкт-Якоб Парк, Базель          | Англия     | 2-3  | 4-4       | ЧМ 1954                 |
| 19 | 20 июня 1954     | Стадио Корнаредо, Лугано         | Италия     | 1-4  | 1-4       | ЧМ 1954                 |
| 20 | 25 сентября 1954 | Стадион короля Бодуэна, Брюссель | ФРГ        | 2-0  | 2-0       | Товарищеский матч       |

## Достижения

### Льеж
- Чемпион Бельгии: 1952, 1953

### Стандард
- Чемпион Бельгии: 1958